# Park Krajobrazowy Promno
Park Krajobrazowy Promno – park krajobrazowy w województwie wielkopolskim, powstał w 1993. Ponad 87% parku znajduje się w gminie Pobiedziska. Celem jego utworzenia była ochrona krajobrazu polodowcowego morenowego i lasów o bardzo bogatym i zróżnicowanym podszyciu krzewów i bylin. Jest to jeden z najmniejszych parków krajobrazowych w Polsce i Wielkopolsce. W najciekawszych przyrodniczo miejscach utworzono rezerwaty przyrody: Jezioro Drążynek, Jezioro Dębiniec, Las Liściasty w Promnie i Okrąglak.

## Położenie
Park położony jest w województwie wielkopolskim, powiecie poznańskim w gminie Pobiedziska oraz w gminie Kostrzyn. Rozciąga się na północny wschód od Cybiny i południe od Pobiedzisk oraz na północny zachód od drogi S5.

## Wody
Na terenie parku znajdują się dwa kanały wodne: Czachurski i Szkutelniak; oraz osiem jezior: Dębiniec, Brzostek, Wójtostwo, Drążynek, Dobre, Kazanie, Grzybionek, Jeziórko.

## Fauna i flora

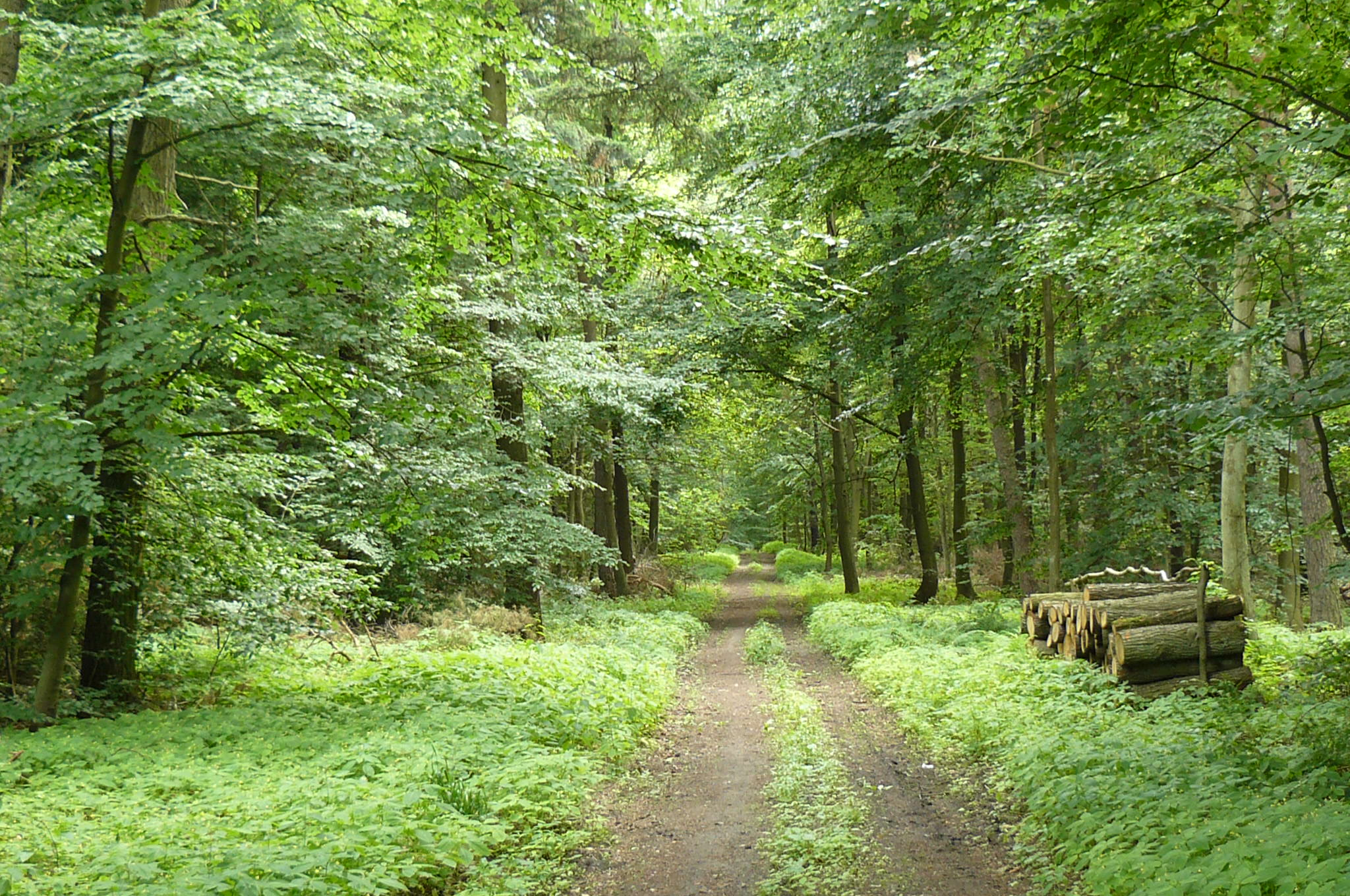
Okolice Letniska Leśnego

### Fauna
Obszar zamieszkują gatunki zwierząt uznane w dyrektywie siedliskowej za ważne dla całej Wspólnoty Europejskiej. Są to: bocian czarny, bóbr europejski, kumak nizinny, traszka grzebieniasta, zatoczek łamliwy, a także żuraw.

### Flora
W lasach północnej i zachodniej części parku dominuje sosna zwyczajna, natomiast w części południowo-wschodniej przeważają drzewa liściaste: grab pospolity, dąb szypułkowy, klon zwyczajny, jawor, klon polny, jesion wyniosły i brzoza. Podszyt tworzą: leszczyna, głóg, bez czarny, śliwa tarnina, dereń świdwa, wawrzynek wilczełyko, kruszyna, kalina.

## Formy ochrony przyrody
Cały obszar parku należy do programu Natura 2000

### Rezerwat Jezioro Drążynek
Największe skupisko kłoci wiechowatej w Wielkopolsce. Z rzadkich roślin występują tu gatunki torfowiskowe, m.in. rosiczka okrągłolistna i długolistna, reliktowy mech glacjalny (mokradłosz).

### Rezerwat Jezioro Dębiniec
Razem z otaczającymi go torfowiskami i lasem rozciąga się na powierzchni 37,08 ha. Bogatą roślinność torfowisko-łąkową tworzą m.in. rosiczki, żurawina, tłustosz, wełnianka i skrzypy.

### Rezerwat Las Liściasty w Promnie
Dębowo-grabowy las liściasty w Promnie o powierzchni ok. 6 ha. Obok atrakcyjnego drzewostanu występuje tu bogate runo, które tworzą m.in. gajowiec żółty, przylaszczka pospolita, miodunka ćma, kokorycz pusta i groszek wiosenny.

### Rezerwat Okrąglak
Został utworzony w celu ochrony fragmentu Jezior Babskich z jeziorkiem Okrąglak.

## Zagrożenia
Interesujący krajoznawczo obszar parku jest zagrożony dewastacją wynikającą z turystyki pieszej. Zachowanie turystów powoduje ubożenie flory w rezerwatach. Teren jest również wykorzystywany przez quady i motory, których hałas płoszy zwierzęta.

## Turystyka

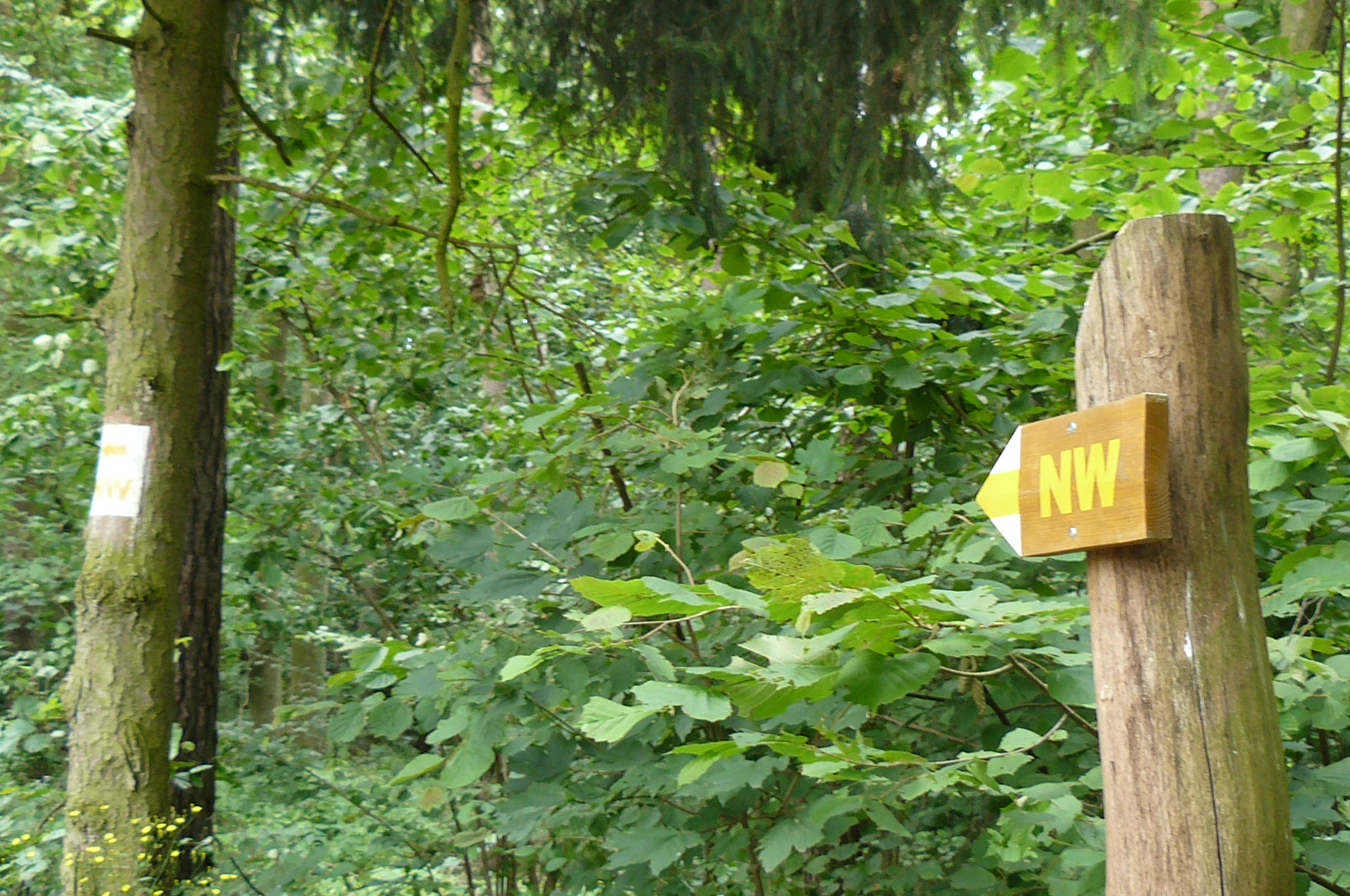
Żółta ścieżka do nordic walkingu

### Szlaki piesze
- nr 3592[7] przebiega przez park na odcinku Promno-Stacja → Pobiedziska[7][5][2]

- nr 3616[7] przebiega przez park dwoma odcinkami: Promno-Stacja[7] → Promienko, oraz Promno → Wagowo[5][2]

### Szlaki rowerowe
- Piastowski Trakt Rowerowy odcinek wiodący przez park: Promienko → Rezerwat przyrody Jezioro Dębiniec → Rezerwat przyrody Jezioro Drążynek → Jezioro Dobre → Pobiedziska[5][2]

- Pierścień Rowerowy dookoła Poznania, krótki odcinek Promienko → Promno-Stacja[5]

### Inne możliwości rekreacji
Przez teren parku przebiegają trzy ścieżki do nordic walkingu:
- żółta Brzostek-Drążynek – 4,7 km
- fioletowa Rezerwat Dębiniec – 3,3 km
- czerwona Pobiedziska-Kapalica – 10 km

### Galeria

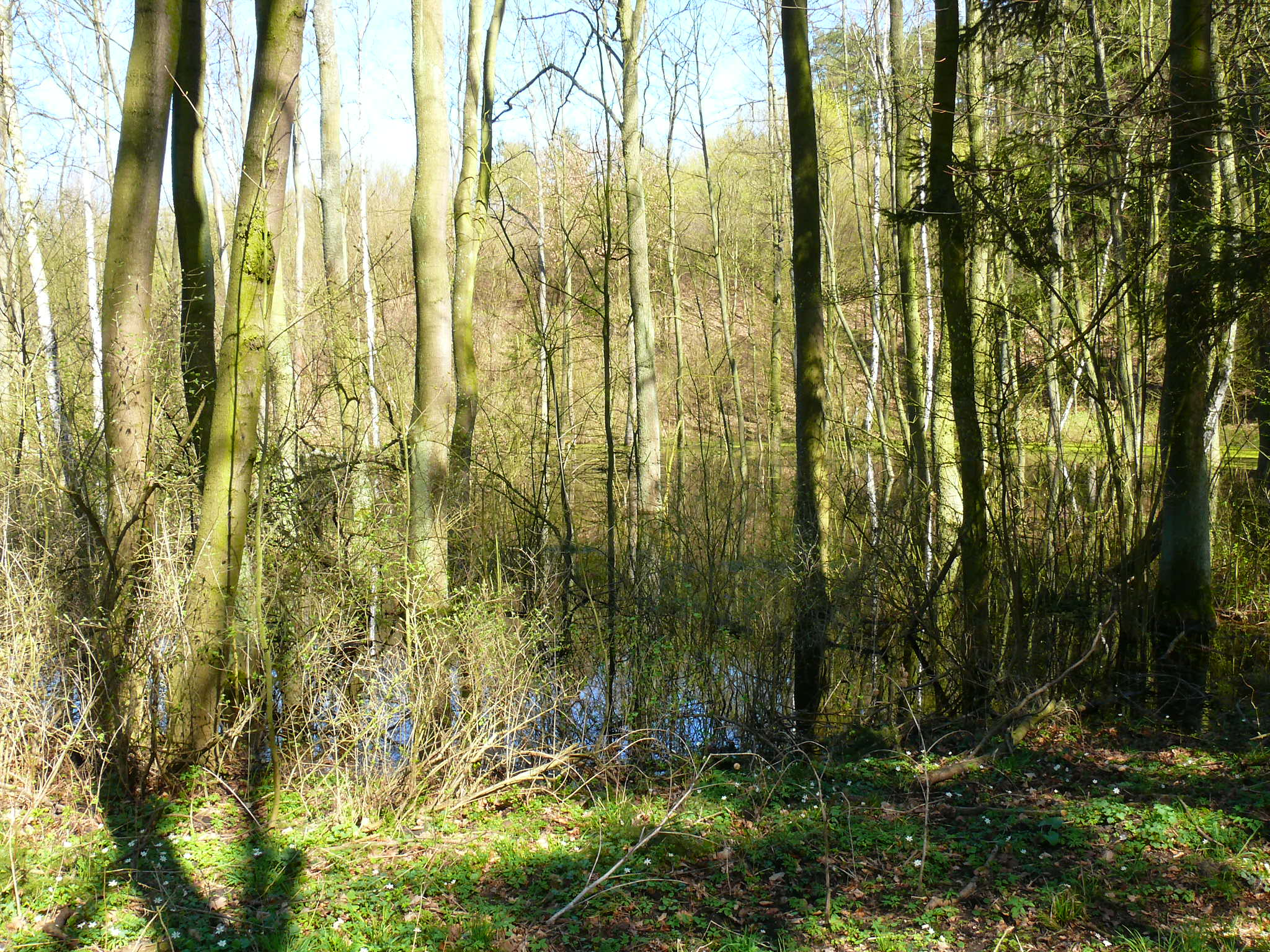
Leśne oczko
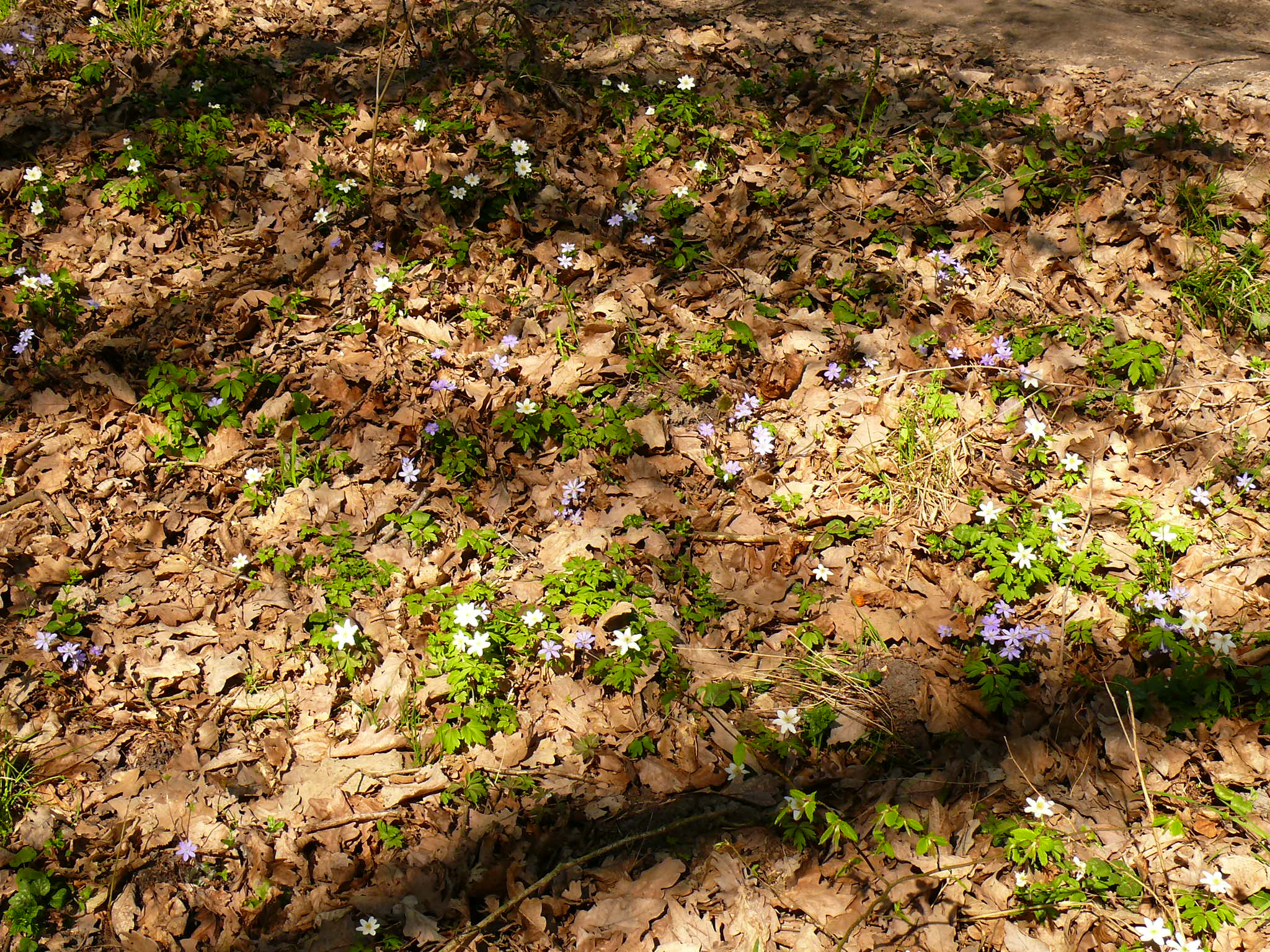
Zawilce i przylaszczki
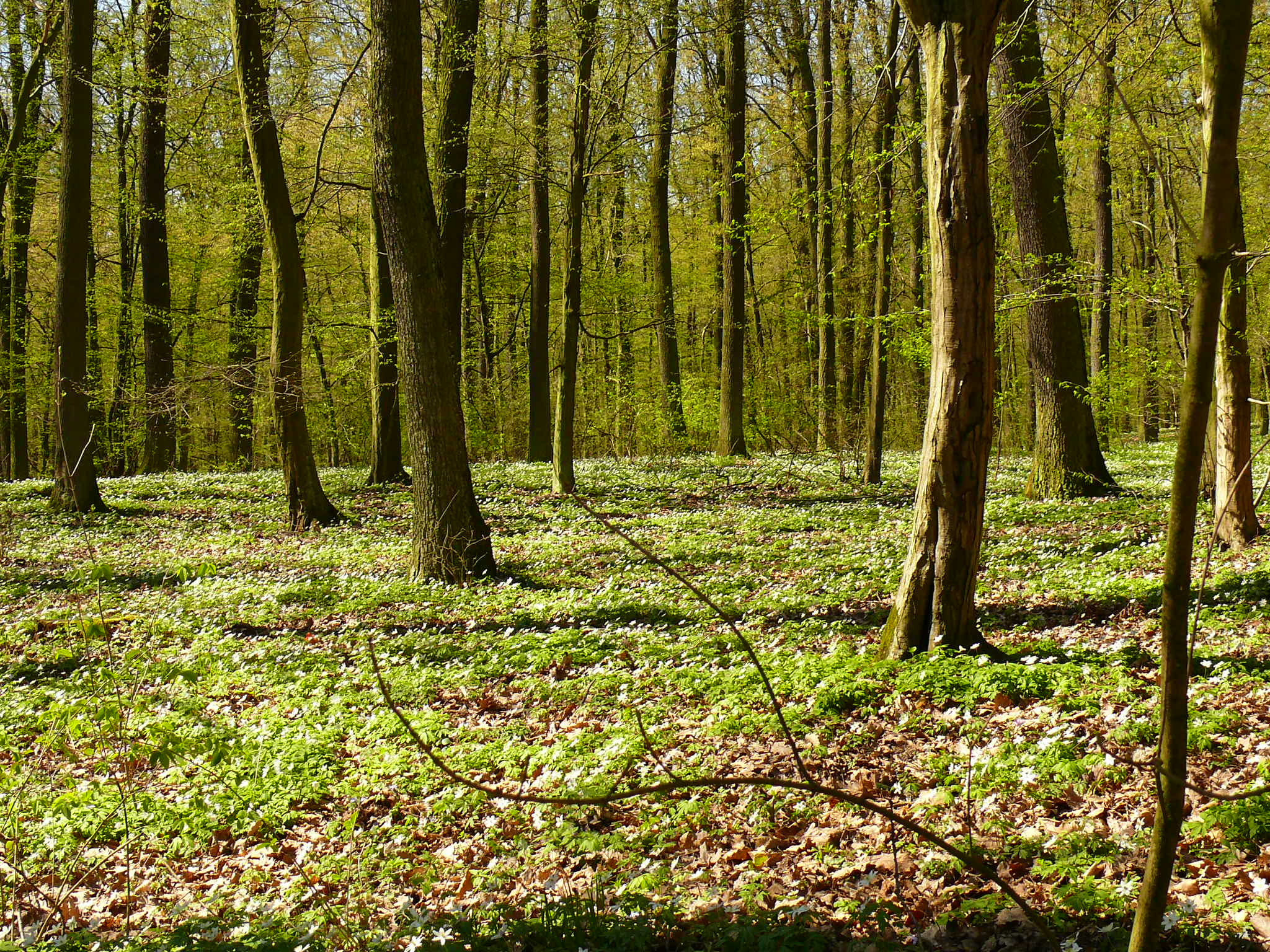
Łan zawilców gajowych
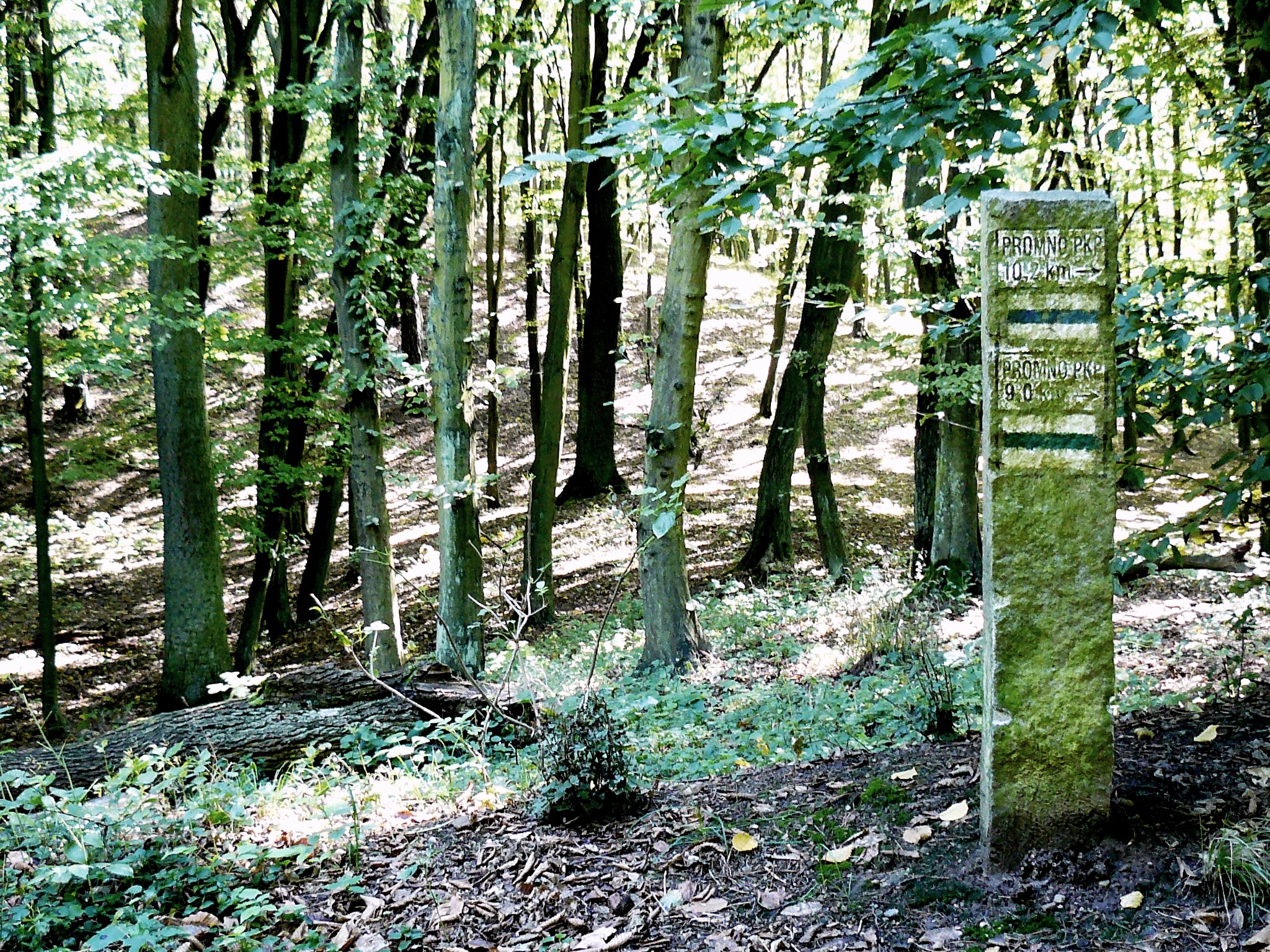
Węzeł szlaków turystycznych

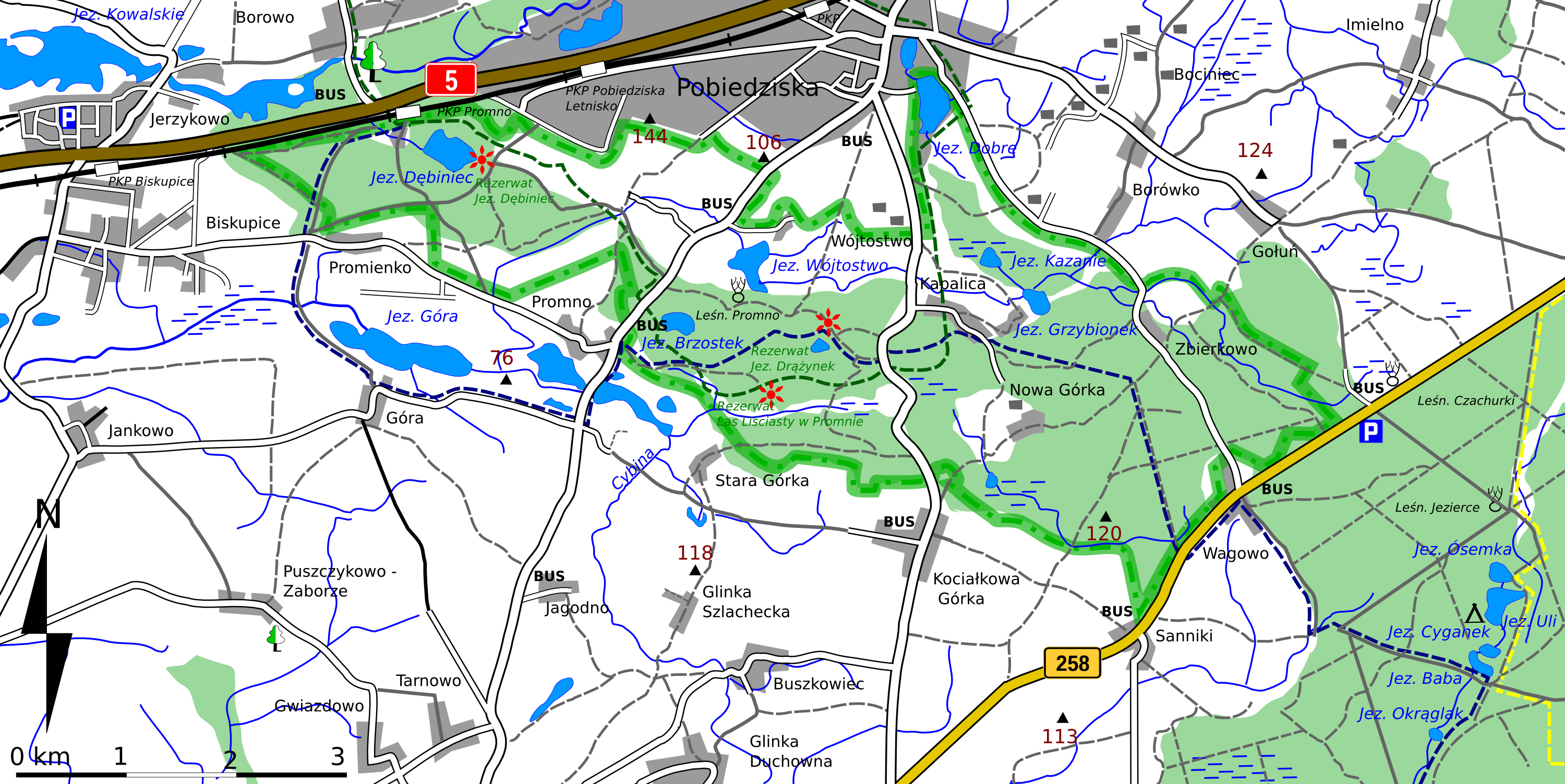
Mapa parku krajobrazowego w Promnie (stan na 2010 r., z numeracją dróg sprzed 2000 r.)